# 阳德站
陽德站（：／ Yangdŏk yŏk */?）是朝鮮民主主義人民共和國平安南道陽德郡陽德邑的一個鐵路車站，属于平罗线。

## 邻近车站
平罗线
智水站 - 陽德站 - 内洞站